# خائفة من شيء ما
خائفة من شيء ما هو فيلم جريمة مصري أنتج في سنة 1979 وهو من إخراج يحيى العلمي وتأليف فتحي أبو الفضل وبطولة نجوى إبراهيم و عزت العلايلي و أبو بكر عزت و رشدي أباظا و جميل راتب.

## القصة
قصة الفيلم تتكلم عن طبيب فاسد يلاحق النساء ليغتصبهن وأثناء خطفه لإحدى النساء ينقذها لص يغير على منزله ويقوم بقتله ويدخل إلى السجن بسبب ذلك لتقوم المختطفة بالشهادة لصالحه كي تنقذه من حبل الإعدام.

## البطولة
- نجوى إبراهيم بدور عصمت فهمي محمود
- عزت العلايلي بدور رؤوف عبد الغفار
- رشدي أباظة بدور إسماعيل الزيدي
- جميل راتب بدور رياض كامل
- عماد حمدي بدور الصيدلي محمود فهمي
- حسين الشربيني بدور الدكتور زكي
- مديحة يسري بدور سميحة
- صفية العمري بدور ميرفت حسنين
- سهير رضا بدور الست بهية
- هانم محمد بدور الدادة
- إسعاد يونس بدور ليلى
- عبد الغني النجدي بدور الجنايني فرغلي
- أبو بكر عزت بدور راشد عبد الغني
- فايزة عبد الجواد بدور الراقصة
- فاروق نجيب بدور حافظ
- مريم فخر الدين بدور سمية هانم